# Estévenens
Estévenens (Èthèvenin  en patois fribourgeois) est une localité et une ancienne commune suisse du canton de Fribourg, située dans le district de la Glâne.

## Historique
En 2002, la commune d'Estévenens comptait une population de 145 habitants. Depuis le 1er janvier 2003, les villages d'Estévenens, La Joux, Les Ecasseys, Lieffrens, La Magne, Sommentier, Villariaz et Vuisternens-devant-Romont, ne forment plus qu'une seule commune nommée Vuisternens-devant-Romont. La Neirigue les a rejoints en 2004.

## Géographie
Les tourbières de Maules, situées sur le territoire de plusieurs communes voisines (y compris Estévenens), exploitées dès 1939-1945 et jusqu’en 1978 et qui fournirent du travail à de nombreux habitants de la région pendant toutes ces années. Depuis 1987, elles font partie des inventaires fédéraux des hauts-marais, et sont protégées. 